# Fulton (Indiana)

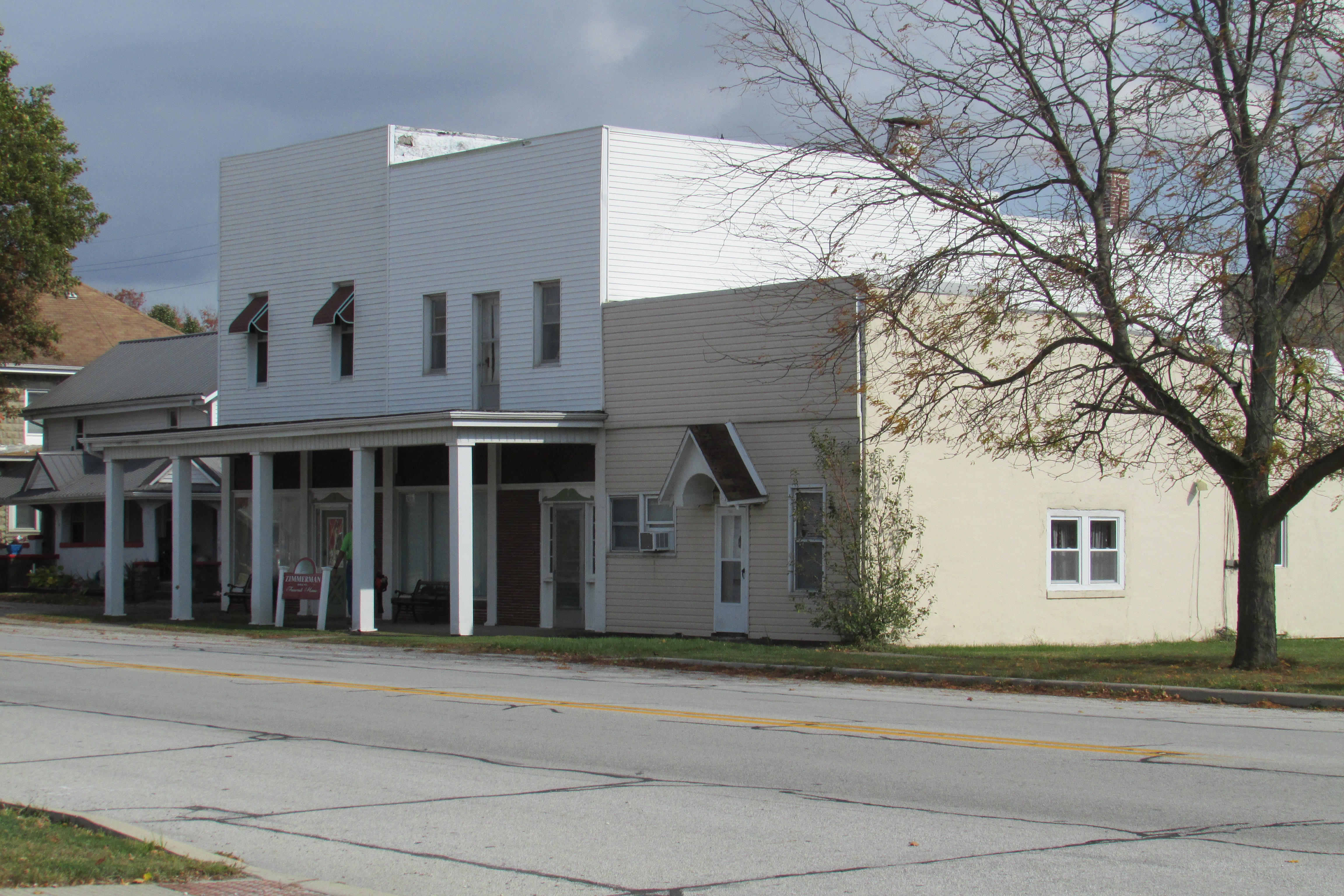
Fulton, Indiana.

Pour les articles homonymes, voir Fulton.
La ville américaine de Fulton est située dans le comté de Fulton, dans l’État de l’Indiana. Sa population s’élevait à 333 habitants lors du recensement de 2010.

## Histoire
Le nom de la localité provient de celui du comté. Un bureau de poste a été ouvert en 1843.

## Source
- (en) Cet article est partiellement ou en totalité issu de l’article de Wikipédia en anglais intitulé « Fulton, Indiana » (voir la liste des auteurs).